# В ногу!
«В ногу!» (англ. Marching Men) — роман американского писателя Шервуда Андерсона, опубликованный в 1917 году.

## Содержание
Главный герой романа — рабочий Красавчик Мак-Грегор, который, с презрением относясь к рутине, организует новое общественное движение.

## Восприятие
Роман «В ногу!» стал второй книгой Шервуда Андерсона. Работа над ним началась в 1910 году, автор читал отдельные главы своим друзьям, которые воспринимали услышанное с большим воодушевлением. Известно, что с рукописью ознакомился и Теодор Драйзер, который высоко оценил роман. Именно благодаря рекомендации Драйзера книгу приняло одно из американских издательств. Первые читатели были несколько разочарованы тем, что роман, несмотря на название, никак не связан с военной тематикой (именно в 1917 году США вступили в Первую мировую войну).